# 클로드 치아리
클로드 치아리(Claude Ciari, クロードチアリ, 1944년 2월 11일~ )는 많지 않은 프랑스의 파퓰러 주자이다. 11세 때부터 기타를 익혀 13세 때에는 파리 근처 폰템블로의 어느 미군기지에서 연주를 하였다. 1960년에는 밴드를 이끌고 각지를 순회공연한 바 있으며 1965년에 레코드 <밤안개의 데이트>가 히트, 그 이름을 떨치게 되었다. 스페니시한 타입의 기타를 쓰며 약간 딱딱한 표정으로 연주하는 맑은 음빛깔과 신선함이 연주의 특색이다.
1985년 일본으로 귀화하였고 "智有蔵上人"라는 이름으로 개명하였다.